# Franciszek Dindorf-Ankowicz
Franciszek Dindorf-Ankowicz, poljski general, * 1888, † 1963.